# Гоммерс, Франс
Франсуа Гоммерс (нидерл. François Gommers; 5 апреля 1917, Антверпен — 20 апреля 1996) — бельгийский футболист, играл на позиции защитника. Участник чемпионата мира 1938 года.

## Биография

### Клубная карьера
В течение 12 сезонов Гоммерс играл за «Беерсхот», в составе которого в 1938 и 1939 годах завоевал два подряд чемпионских титула. В 1946 году перешёл в «Стандард», за который отыграл один сезон и 1947 году закончил карьеру.

### Карьера в сборной
В составе сборной Бельгии был в заявке на чемпионате мира 1938 года, но на том турнире был запасным и на поле не выходил. Всего за сборную Бельгии сыграл 2 матча.

### Тренерская карьера
С 1952 по 1953 год работал главным тренером «Беерсхота».

### Смерть
Скончался 20 апреля 1996 года в возрасте 79 лет.

## Достижения
«Беерсхот»
- Чемпион Бельгии (2): 1937/38, 1938/39